# Crise da República Romana
As crises da República Romana referem-se a um extenso período de instabilidade política e agitação social que culminou com o fim da República Romana e o advento do Império Romano, entre 134 a.C. e 27 a.C.
As exatas datas das crises não são claras porque, "Roma oscilava entre a normalidade e a crise" por muitas décadas.
Da mesma forma, as causas e atributos das crises mudaram ao longo das décadas, incluindo as formas de escravidão, bandidagem, guerras internas e externas, reformas agrárias, a invenção de excruciantes novas punições, a expansão da cidadania romana, e mesmo a composição em mudança do exército romano.
Os estudiosos modernos (Nic Fields, Harriet I. Flower e Jurgen Von Ungern-Sternberg e Barry Strauss), também discordam sobre a natureza dessas crises. Tradicionalmente, a expansão da cidadania (com todos os seus direitos, privilégios e deveres), foi encarada negativamente por Salústio, Gibbon e outros de suas escolas, pois causou dissensão interna, disputas com os aliados itálicos de Roma, revoltas de escravos e tumultos. Entretanto, outros estudiosos têm argumentado que a república deveria ser res publica—a coisa essencial para o povo—os pobres e desprotegidos não podem ser culpados por tentar corrigir suas reclamações legitimas e legais.

## Argumentos sobre uma única crise
Mais recentemente, além das discussões sobre quando a crise da República começou (veja abaixo), também houve desacordo sobre se os eventos constituíram uma crise singular ou múltipla. Harriet Flower, em 2010, propôs um paradigma diferente abrangendo múltiplas "repúblicas" para todo o período republicano tradicional, com tentativas de reforma em vez de uma única "crise" ocorrendo ao longo de um período de oitenta anos. Em vez de uma única crise do final da República, Flower propõe uma série de crises e períodos de transição (extraídos apenas dos períodos cronológicos posteriores a 139 a.C.):
| Anos a.C. | Descrição                                                                                     |
| --------- | --------------------------------------------------------------------------------------------- |
| 139–88    | República 5: Terceira república dos nobilitas                                                 |
| 88–81     | Período de transição que começou com o primeiro golpe de Sula e terminou com sua ditadura     |
| 81–60     | República 6: República de Sula (modificada durante o consulado de Pompeu e Crasso em 70 a.C.) |
| 59–53     | Primeiro Triunvirato                                                                          |
| 52–49     | Período de transição (Guerra Civil de César)                                                  |
| 49–44     | Ditadura de César, com curto período de transição após sua morte                              |
| 43–33     | Segundo Triunvirato                                                                           |

Cada república diferente teve circunstâncias diferentes e, embora temas abrangentes possam ser rastreados, "não houve uma única e longa república que carregasse as sementes de sua própria destruição em sua tendência agressiva de expansão e nas ambições desenfreadas de seus principais políticos". As implicações dessa visão colocam a queda da república em um contexto baseado no colapso da cultura política republicana dos nobilitas e na ênfase na guerra civil de Sula, seguida pela queda da república de Sula na guerra civil de César.

## Datando a crise

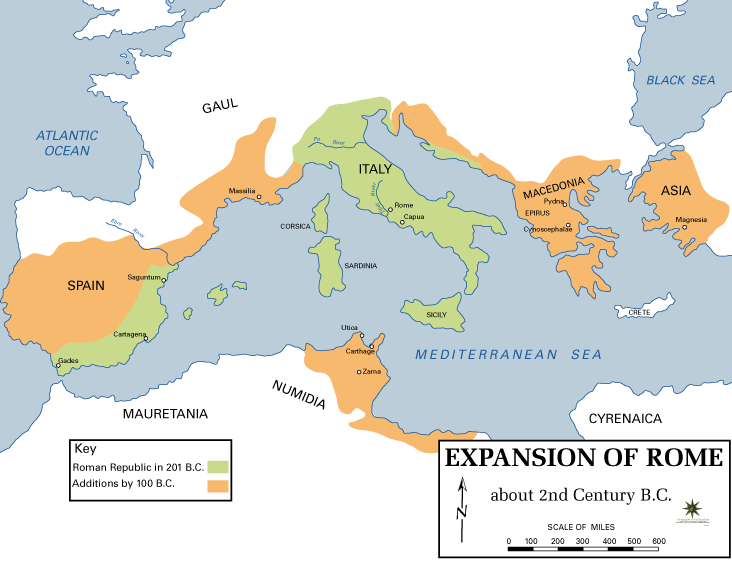
A República Romana em

Por séculos, os historiadores têm argumentado sobre o início, específicas crises envolvidas, e a data final para a crise da República Romana. Como uma cultura (ou "rede de instituições"), Florence Dupont e Christopher Woodall escreveram: "nenhuma distinção é feita entre diferentes períodos". Entretanto, referenciando a opinião de Lívio em sua História de Roma, eles afirmaram que os romanos perderam a liberdade através das suas próprias conquistas "minando moralmente as consequências".

### Argumentos para uma data de início precoce (ca. 134 a 73 a.C.)
Harriet I. Flower e Jurgen Von Ungern-Sternberg argumentam por uma exata data de início em 10 de dezembro de 134 a.C., com a inauguração de Graco como tribuno, ou alternativamente quando ele primeiro emitiu sua proposta de reforma agrária em 133 a.C. Apiano de Alexandria escreveu que estas crises foram o "prefácio para... as guerras civis romanas". Veleio comenta que foi a postura sem precedente de Graco para a reeleição como tribuno em 132 a.C., e os distúrbios e controvérsia que geraram o início de uma crise:

Este foi o início do derramamento de sangue civil e do reino livre [sic] pelas espadas na cidade de Roma. A partir de então, a justiça foi derrubada pela força e o mais forte era proeminente.

— Veleio, Vell. Pat. 2.3.3-4, traduzido e citado por  Harriet I. Flower.

Em qualquer caso, o assassinato de Tibério Graco, em 133 a.C. marcou "um ponto de virada na história romana e o início da crise da República Romana."
Barbette S. Spaeth refere especificamente para "a crise dos Gracos o início da tardia República Romana..."
Nic Fields, em sua história popular sobre Espártaco, argumenta para uma data de início de 135 a.C., com o início da Primeira Guerra Servil na Sicília. Fields asserta:

A rebelião dos escravos na Itália sob Espártaco pode ter sido a melhor organizada, mas não foi a primeira de seu tipo. Houve outras rebeliões de escravos que afligiram Roma, e nós podemos assumir que Espártaco foi sábio o suficiente para lucrar por seus erros.

— Nic Fields

O início da Guerra Social (91–88 a.C.), quando Roma lutou contra seus próximos vizinhos itálicos, pode ser pensada como o começo do fim da república. Fields também sugere que as coisas ficaram muito piores com o engajamento samnita na Batalha da Porta Colina (82 a.C.) por cerca de 82 a.C.
Barry Strauss argumenta que a crise realmente começou com "A Guerra de Espártaco" em 73 a.C., adicionando que, porque os perigos foram desapreciados, "Roma enfrentou a crise com mediocridades."

### Argumentos para uma data de início tardia (69 a 44 a.C.)
Thornton Wilder em seu romance, Os Idos de Março, foca no período de 69 - 44 a.C. como a crise. Pólio e Ronald Syme datam a crise apenas a partir da época de Júlio César em 60 a.C. A travessia de César do Rubicão em 49 a.C. tem se tornado o clichê ponto sem retorno para a república, como notado em muitos livros, incluindo o de Tom Holland, Rubicon: The Last Years of the Roman Republic.

### Argumentos para uma data final (49 a 27 a.C.)
O fim da crise pode bem como ser datada a partir do assassinato de Júlio César em 15 de março de 44 a.C., após ele e Sula se esforçarem "para desmantelar o governo da república", ou alternativamente quando Otaviano tomou o nome de Augusto e fundou o Império Romano em 27 a.C. O fim pode também ser datado antes, na época das reformas constitucionais de Júlio César em 49 a.C.

## Tibério e Caio Graco

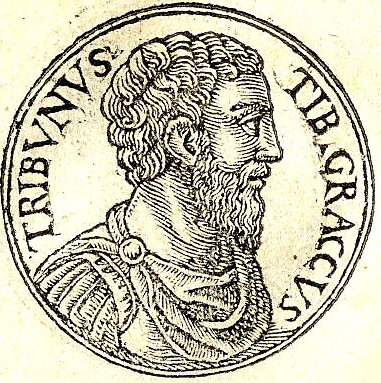
Tibério Graco,
retratado no Promptuarii Iconum Insigniorum de Guillaume Rouillé

Tibério Graco tomou posse como um tribuno da plebe em meados de 134 a.C. enquanto "tudo na República Romana parecia estar funcionando em ordem". Houve uns poucos problemas, aparentemente menores, tais como "o incômodo de uma revolta de escravos na Sicília" (a Primeira Guerra Servil).
Ao mesmo tempo, a sociedade romana era um sistema de classe altamente estratificada cujas divisões foram borbulhando abaixo da superfície. Esse sistema consistia de famílias nobres do escalão senatorial, a classe equestre ou cavaleira, os cidadãos (agrupados em duas ou três classes dependendo do período da época – aliados autogovernantes de Roma, donos de terras, e a plebe ou arrendatários livres), os não-cidadãos que viviam fora do sudeste da Itália, e na base, escravos. Por lei, apenas homens que eram cidadãos poderiam votar em certas assembleias, e apenas aqueles homens que possuíam uma certa quantidade de real propriedade poderiam servir no exército, qual poderiam ganhar prestígio social e benefícios adicionais de cidadania. O governo possuía grandes extensões de terras agrícolas que havia ganhado através da invasão ou desocupações, e arrendava para grandes senhores de terras, cujos escravos cultivavam suas terras, ou quem sub-arrendava para pequenos agricultores arrendatários. Houve alguma mobilidade social e limitado sufrágio. A plebe (ou plebeus) eram uma classe socioeconômica, mas também tinham possíveis origens como um grupo étnico com seu próprio culto à deusa Ceres, e ultimamente, eram um partido político durante boa parte da República Romana. Esse sistema social tinha sido estável após o Conflito das Ordens, desde que economicamente ambos os patrícios e os plebeus estavam relativamente ambos bem. Itália era dominada por pequenos donos de terra. Entretanto, algum tempo após as Guerras Púnicas, isso mudou devido aos vários fatores. Parcialmente devido a disponibilidade de grãos baratos indo para o suprimento de comida romano, bem como o deslocamento social causado aos fazendeiros que tinham servido em longas campanhas estrangeiras usando seus próprios recursos financeiros e frequentemente tendo que vender, a zona rural veio para ser dominada por largas propriedades possuídas pela ordem senatorial. Isso levou para uma explosão populacional na mesma Roma, com os plebeus apegando desesperadamente para sobrevivência enquanto os patrícios viviam em esplendor. Essa desigualdade de renda severamente ameaçou os arranjos constitucionais da República, desde que todos os soldados tinham que ser donos de terra, e gradualmente possuir propriedade foi sendo limitado para um pequeno Senado, em vez de ser uniformemente distribuída através da população romana.
Começando em 133 a.C., Graco tentou reparar as queixas dos pequenos proprietários deslocados. Ele contornou o senado romano e passou uma lei limitando a quantidade de terras pertencendo ao estado que qualquer indivíduo poderia cultivar. Isso havia resultado na dissolução das grandes plantações mantidas pelos ricos em terra pública e trabalhada por escravos.
O moderado plano de Graco de reforma agrária foi motivado "para aumentar o número de cidadãos romanos que possuíam terras e consequentemente o número que poderiam se qualificar como soldados de acordo para sua classificação no censo". O plano incluía um método para um título fácil, e tinha um objetivo de aumentar a eficiência de terras agrícolas, enquanto distribuindo pequenas parcelas de terras para agricultores arrendatários, seu eleitorado populista. Graco sabia de uma lacuna na lei—a lex Hortensia de 287 a.C. permitia a assembleia da plebe despistar o senado. Entretanto, outro tribuno, Marco Otávio, usou seu veto para sabotar o plano. Isso foi amplamente acreditado que os ricos senadores tinham subornado Otávio para vetar a proposta.
A crise escalou: Graco impeliu a assembleia para impedir e remover Otávio; o senado negou fundos para a comissão que precisava deles para a reforma agrária; Graco então tentou usar o dinheiro de um fundo fiduciário deixado por Átalo III de Pérgamo; e o senado bloqueou aquilo, também. Em um ponto, Graco tinha "um de seus homens livres... arrastando Otávio da plataforma de orador". Esse ataque violou a Lex sacrata, qual proibia pessoas de menor status de violarem a pessoa de um indivíduo de alta classe. A constituição não escrita de Roma dificultou a reforma. Então Graco procurou a reeleição para seu termo de um ano, qual não era precedente em uma era de estritos limites de termos. Os nobres oligárquicos responderam assassinando Graco, e motins em massa eclodiram na cidade em reação ao assassinato.
Barbette Stanley Spaeth asserta que os papéis de Ceres como (a) padroeira e protetora das leis, direitos e tribunos plebeus e (b) crimes "normativos/liminares", continuaram durante toda a época republicana. Esses papéis eram "explorados para propostos de propaganda política durante a crise de Graco...."
O Templo Aventino de Ceres serviu aos plebeus como centro de culto, arquivo legal, tesouraria, e corte de direito, fundado juntamente com a passagem da Lex sacrata; as vidas e propriedades daqueles que violaram essa lei foram confiscadas a Ceres, cujo julgamento era expressado por seus edis. Os decretos oficiais do senado (senatus consulta) eram colocados em seu Templo, sob sua tutela; Lívio claramente afirma que isso era feito para que então os cônsules não mais arbitrariamente mexessem com as leis de Roma. O templo pode ter oferecido asilo para aqueles ameaçados com prisão arbitrária por magistrados patrícios. Ceres era assim a deusa padroeira das leis escritas de Roma; o poeta Virgílio mais tarde chamou a deusa de Legífera Ceres (Ceres apoiante da lei), uma tradução do epiteto grego de Demétrio, tesmóforo. Aqueles que aprovaram o assassinato de Tibério Graco em 133 a.C. justificaram sua morte como punição por sua ofensa contra a Lex sacrata da deusa Ceres: aqueles que deploraram o assassinato apelaram para o status sacrossanto de Graco como tribuno sob proteção de Ceres. Em 70 a.C., Cícero refere ao assassinato em conexão com as leis e cultos de Ceres.
Spaeth acreditou que ele foi morto porque:

Tibério Graco havia transgredido as leis que protegiam o equilíbrio da ordem social e política, as leis sobre o sacrosanctitas tribuciano e a tentativa de tirania, e assim era objeto para a punição que eles prescreveram, consagração de seus bens e pessoa [para Ceres]. 

—Barbette S. Spaeth, The Roman goddess Ceres, p. 74.

Mais do que tentar expiar o assassinato, o senado usou uma missão para o templo de Ceres em Enna (na Sicília) para justificar sua execução. As reformas agrárias foram apenas parcialmente implementadas pela comissão; ainda as colônias dos Gracos foram levantadas tanto na Itália e Cartago.
Ao redor de nove anos mais tarde, o jovem irmão de Tibério, Caio, passou reformas mais radicais. Em adição de colocar os pobres em colônias de terras conquistadas por Roma, ele passou a lex Frumentaria, qual deu aos pobres o direito de comprar grãos em preços subsidiados.
No passado, o senado eliminou rivais políticos tanto estabelecendo comissões judiciais especiais ou passando um senatus consultum ultimum ("último decreto do senado"). Ambos dispositivos permitiram o senado em despistar o ordinário devido os direitos de processo que todos os cidadãos tinham.
Alguns dos seguidores de Caio causaram a morte de um homem, muitos historiadores afirmam que eles foram atacados e estavam agindo em autodefesa. Em qualquer caso, a morte foi usada pelo rival político de Caio Graco, Lúcio Opímio, para suspender a constituição novamente com outro senatus consultum ultimum.
Caio fugiu, mas ele foi também provavelmente assassinado pelos oligarcas. De acordo com uma antiga fonte, Caio não foi morto diretamente por eles, mas ordenou ao seu escravo Filócrates para fazer a ação em um assassinato-suicídio.

## Caio Mário e Sula

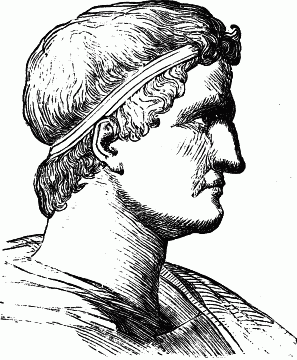
Uma rendição de Sula por Charlotte Mary Yonge.

O próximo grande reformador da época foi Caio Mário que, como os Graco, era um populista. Diferente deles, ele era também um general. Ele aboliu o requerimento de propriedade para se tornar um soldado. Os pobres se alistaram em grande número. Esta abertura das fileiras do exército para os capite censii emancipados da plebe, criou assim um espirit de corps no exército expandido. Algumas elites queixaram-se que o exército agora havia se tornado incontrolável devido aos plebeus em suas fileiras, mas isso foi sem boa causa:

Mário fica acusado de pavimentar o caminho para os então chamados sem lei, gananciosos soldados cujas atividades foram pensadas para terem contribuído grandemente para o declínio e queda da república umas poucas gerações mais tarde. Ainda, não devemos perder de vista o fato de que Mário não foi o primeiro a envolver os capite censi. Roma era governada por uma oligarquia aristocrática incorporada no senado. Assim, em tempos de extrema crise no passado, o senado tinha impressionado-os, junto com os presos e escravos, para o serviço como legionários.

— Nic Fields

Mário empregou seus soldados para derrotarem uma invasão pelos cimbros germânicos e teutões. Sua influência política e liderança militar lhe permitiu obter seis termos como cônsul em 107, e 103 a 99 a.C. Em 99 a.C., o senado usou violência renovada para declarar outro senatus consultum ultimum.
Sula, que era apontado como questor de Mário em 107, mais tarde contestou com Mário pelo poder supremo. Em 88, o senado recompensou Sula o lucrativo e mais poderoso posto de comandante na guerra contra Mitrídates sob Mário. Entretanto, Mário conseguiu garantir a posição de qualquer jeito, através de acordo político com Públio Sulpicío Rufo. Sula inicialmente foi junto, mas encontrando apoio entre suas tropas, tomou o poder em Roma e marchou para a Ásia Menor com seus soldados de qualquer jeito. Lá, ele lutou uma grandemente bem-sucedida campanha militar e não foi perseguido pelo senado. Mário mesmo lançou um golpe com Cina na ausência de Sula e colocou a morte alguns de seus inimigos. Ele instituiu um regime populista, mas morreu logo depois.
Sula fez a paz com os inimigos de Roma no oriente e começou a arranjar seu retorno para Roma. Cina, sucessor populista de Mário, foi morto por seus próprios homens como eles moveram para encontrar Sula em solo estrangeiro. Quando Sula ouviu isso, ele cessou negociações com Roma e abertamente rebelou em 84. Invadindo a península, ele foi reunido por muitos aristocratas incluindo Crasso e Pompeu e derrotou toda a maior oposição dentro de um ano. Ele começou uma ditadura e purgou o estado de muitos populistas através da proscrição. Um reinado de terror se seguiu em qual alguns inocentes foram denunciados apenas para que suas propriedades fossem tomadas para o benefício dos seguidores de Sula. O golpe de Sula resultou em uma maior vitória para os oligarcas. Ele reverteu as reformas dos Gracos e outros populistas, despojou os tribunos do povo de muito de seu poder e retornou a autoridade sob as cortes para os senadores.

## Pompeu

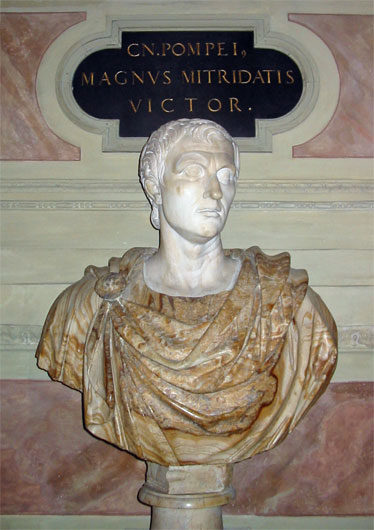
Pompeu, o Grande,
busto na Residência de Munique.

Pompeu, o Grande, o seguinte grande líder a agravar a crise, nasceu Cneu Pompeu, mas tomou seu próprio cognome de Magnus ("o Grande"). Pompeu, como um jovem homem foi aliado de Sula, mas nas eleições consulares de 78 a.C., ele apoiou Lépido contra as vontades de Sula. Quando Sula morreu mais tarde naquele ano, Lépido se revoltou, e Pompeu suprimiu ele em nome do senado. Então ele pediu pelo imperium proconsular na Hispânia, para lidar com o general dos populares, Quinto Sertório, que tinha lutado pelos passados três anos contra Quinto Cecílio Metelo Pio, um dos mais habilidosos generais de Sula.
A carreira de Pompeu parece ter sido dirigida pelo desejo de glória militar e desprezo para as tradicionais restrições políticas. Pompeu serviu próximo a Crasso e Júlio César como parte do primeiro triunvirato de Roma, entretanto, antes disso, a aristocracia romana o recusou—como eles começaram a temer o jovem, popular e bem-sucedido general. Pompeu recusou em debandar suas legiões até seu pedido ser garantido. O senado concordou, relutantemente garantindo a ele o título de procônsul e poderes iguais aqueles de Metelo, e enviaram-no para Hispânia.
Pompeu infamemente dizimou o que restou das tropas de Espártaco em 71 a.C., que haviam sido derrotadas por Marco Crasso. Ele recebeu a maior honraria de Roma, o triunfo, enquanto Crasso apenas recebeu a honrosa menção de uma ovação, qual feriu o orgulho de Crasso.
Em 69 a.C., conquistou a província da Síria, derrotou o rei Tigram do Reino da Armênia, e o substituiu por um rei fantoche, Seleuco VII Filómetor com seu irmão Antíoco XIII Asiático. Quatro anos depois, ele depôs a monarquia, substituindo-a com um governador. Isso não apenas terminou com os selêucidas, mas trouxe milhares de escravos e povos estranhos, incluindo os judeus, para Roma, criando assim uma diáspora judaica. Isso gerou enxames de refugiados, quais puderam apenas criar problemas e discórdias.
Enquanto muitas das ações imprudentes de Pompeu ultimamente aumentaram a discórdia em Roma, a sua aliança infeliz com Marco Licínio Crasso e Júlio César é citada como sendo especialmente perigosa para a república. Em janeiro de 49 a.C., César liderou suas legiões através do rio Rubicão da Gália Cisalpina para a Itália, assim declarando guerra contra Pompeu e suas forças. Em agosto de 48 a.C., com Pompeu em perseguição, César pausou perto de Farsala, montando um acampamento em uma estratégica locação. Quando as forças senatoriais de Pompeu caíram sob o pequeno exército de de César, eles foram inteiramente roteados, e Pompeu fugiu para o Egito. Pompeu esperava que o rei Ptolomeu, seu cliente anterior, iria assisti-lo, mas o rei egípcio temia ofender o vitorioso César. Em 28 de setembro, Pompeu foi convidado para deixar seus navios e vir desembarcar em Pelúsio. Enquanto ele preparava para pisar em solo egípcio, Pompeu foi traiçoeiramente empurrado abaixo e morto por um oficial de Ptolomeu.

## O primeiro triunvirato e a guerra civil de César

### O Primeiro Triunvirato

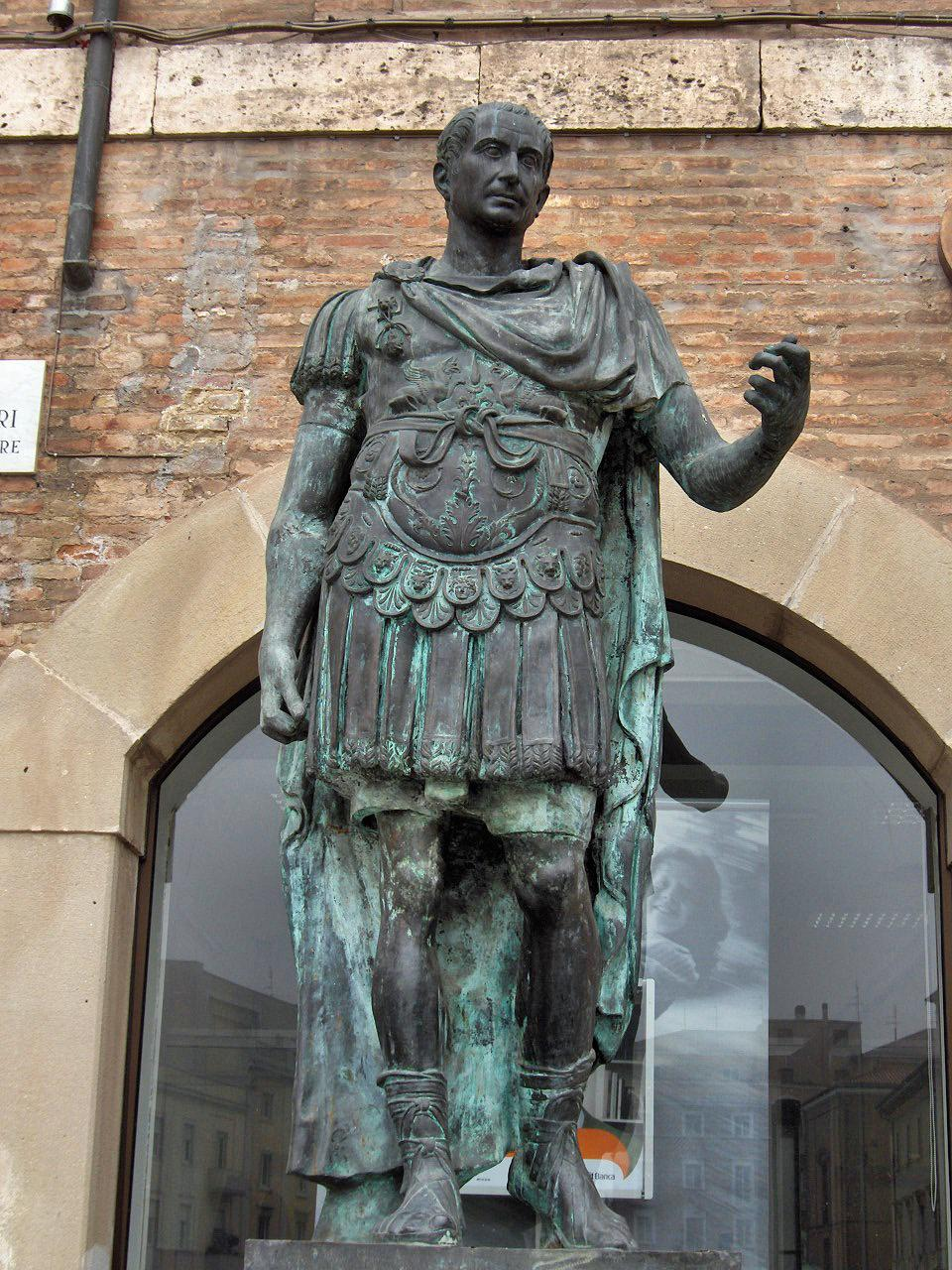
Moderna estátua de bronze de Júlio César em Rimini, Itália.

O primeiro triunvirato foi a aliança política entre Júlio César, Marco Crasso e Pompeu. Diferente do Segundo Triunvirato, o primeiro não tinha nenhum status oficial; seu esmagador poder na República Romana foi estritamente uma influência não-oficial, e foi de fato mantida em segredo por algum tempo como parte da politicagem e maquinações dos triúnviros. O Primeiro Triunvirato foi formado em 60 a.C. e durou até a morte de Crasso em 53 a.C.
Crasso e Pompeu haviam sido colegas no consulado desde 70 a.C., quando legislaram a restauração completa do tribunato do povo (o ditador Lúcio Cornélio Sula havia retirado todos os direitos dos tribunos do povo, exceto o ius auxiliandi, o direito de resgatar um plebeu das garras do magistrado patrício). No entanto, desde então, os dois tinham entretido uma antipatia considerável um para com o outro, cada um acreditando que o outro deveria sair do seu caminho para aumentar a sua própria reputação à custa de seu colega.
César, artificialmente conciliou os dois amigos, para combinar sua influência para que resultasse em ele ser eleito cônsul em 59 a.C. Crasso e César já eram amigos, assim, solidificou sua aliança com Pompeu, lhe dando a sua própria filha Júlia em casamento. A aliança combinada deu enorme popularidade a César, uma reputação legal para com a influência e riqueza fantásticas de Crasso dentro da plutocrática Ordem Equestre Romana e igualmente para com a riqueza e reputação militar de Pompeu.
O triunvirato foi mantido em segredo até que o senado obstruiu a proposta de lei agrária de César, estabelecendo colônias de cidadãos romanos e distribuindo porções de terras públicas (ager publicus). Ele prontamente trouxe a lei perante os tribunos do povo, em um discurso que havia sido ladeado por Crasso e Pompeu, revelando assim a aliança. A lei agrária de César foi aprovada e o triunvirato passou a permitir a eleição do demagogo Públio Clódio Pulcro como tribuno do povo, livrando-se tanto de Cícero e Catão, o Jovem, ambos adversários inflexíveis do triunvirato.
O triunvirato passou a fazer novos acordos entre si. O senado premiou Júlio César, como uma afronta aos negócios do triunvirato, "as madeiras e os caminhos da Itália", como seu território procônsul. César aprovou, através de sua própria tribuna, sua decisão sobre o assunto, e tornou-se procônsul de ambas as Gálias (Cisalpina e Transalpina) e de Ilírico, com o comando de quatro legiões por cinco anos; o novo sogro de César, Lúcio Calpúrnio Pisão Cesonino foi feito cônsul em 58 a.C.
Em 56 a.C., os laços entre os três amigos foram se desgastando. César, primeiro convidou Crasso e depois Pompeu para uma reunião secreta, a "Conferência de Lucca", para repensar suas estratégias conjuntas. A reunião renovou a aliança política. Eles concordaram que Pompeu e Crasso voltariam para o consulado em 55 a.C. Uma vez eleitos, eles estenderiam o comando de César na Gália por cinco anos. No final de seu ano consular conjunto, Crasso teria a influente e lucrativa governança da província da Síria e usaria isto como uma base para conquistar a Pártia. Pompeu manteve a Hispânia sob sua tutela.

A aliança permitiu que o triunvirato dominasse completamente a política romana, mas não iria durar indefinitivamente devido às ambições, egos e ciúmes dos três; César e Crasso ficaram cada vez mais invejosos um para com o outro, após os sucessos de César na guerra contra Gália, em que anexou toda a região para Roma.
Em 53 a.C. Crasso morreu, fazendo com que a oposição entre Pompeu e Júlio ficasse explícita.

### A travessia do Rubicão por Júlio César

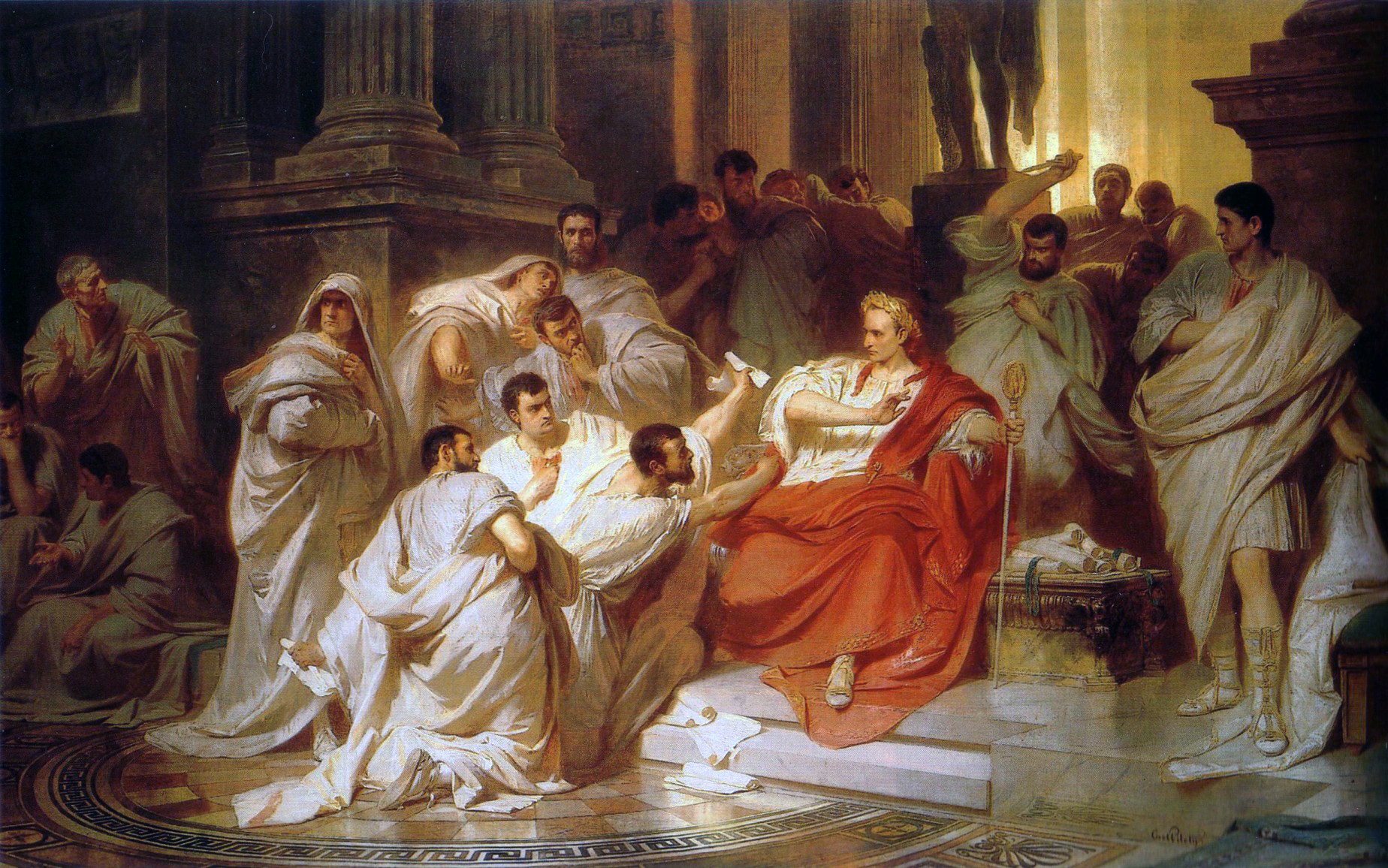
O Assassinato de César,
interpretação do século XIX do evento por Karl Theodor von Piloty

Em 50 a.C., o senado liderado por Pompeu, ordenou a César desmantelar suas legiões e retornar a Roma porque seu mandato como governador da Gália havia terminado. Júlio César pensou que ele poderia ser processado se entrasse em Roma sem uma imunidade concedida por um magistrado. Pompeu acusou César de insubordinação e traição.
Em janeiro de 49 a.C., César cruzou o rio Rubicão (o limite da fronteira da província da Itália), com apenas uma legião e inflamou uma guerra civil. Após cruzar o Rubicão, César, de acordo com Plutarco e Suetônio, supostamente citou a frase do dramaturgo grego Menandro, Alea jacta est ("A sorte está lançada"). Pompeu e grande parte do senado fugiram para o sul, tendo pouca confiança em seus soldados recém-chamados. Apesar de Pompeu superar o número de soldados para com César, que só levara sua décima terceira legião, Pompeu não tinha a intenção de lutar. César perseguiu Pompeu, na esperança de capturá-lo antes que suas legiões pudessem escapar. Pompeu conseguiu escapar antes de que César pudesse capturá-lo. Colocando sua atenção na província da Hispânia, César deixou a Itália sob o controle de Marco Antônio. Depois de uma surpreendente marcha de 27 dias, César derrotou os tenentes de Pompeu e, em seguida, retornou para o leste, para desafiá-lo na Grécia, onde, em julho de 48 a.C., em Dirráquio, César não conseguiu evitar uma derrota catastrófica para Pompeu. Em um engajamento mais curto mais tarde naquele ano, César derrotou decisivamente Pompeu em Farsalos.
Em Roma, César foi nomeado ditador, com Marco Antônio como seu mestre da cavalaria (magister equitum; o segundo em comando); César presidiu a sua própria eleição para um segundo consulado e, depois de 11 dias, se demitiu como ditador. César então perseguiu Pompeu até a província do Egito, chegando logo após o assassinato do general. Foi apresentada a César a cabeça decepada de Pompeu e seu anel, recebendo-os com lágrimas. Assim, César condenou os assassinos de Pompeu com a decapitação.
Júlio César então se envolveu em uma Guerra Civil Egípcia entre o garoto faraó (Ptolemeu XIII) e sua irmã, mulher e rainha co-regente, Cleópatra. Talvez como resultado do papel do faraó no assassinato de Pompeu, César ficara do lado de Cleópatra. Ele resistiu ao cerco de Alexandria e mais tarde derrotou as forças do faraó na Batalha do Nilo em 47 a.C. e instalou Cleópatra como governante do Egito. Assim, César e Cleópatra celebraram sua vitória com uma procissão triunfal sobre o rio Nilo no mesmo ano. Apesar do relacionamento de Cleópatra com César resultar em um filho (Ptolemeu XV), eles nunca se casaram.
No final de 48 a.C., César novamente foi nomeado ditador, com o prazo de um ano. Depois de passar os primeiros meses de 47 a.C. no Egito, César foi para o Oriente Médio, onde derrotou o rei de Ponto. Sua vitória havia sido tão rápida e efetiva que César zombou das vitórias anteriores de Pompeu sobre fracos e pobres inimigos. No caminho para Ponto, César visitou entre 27 e 29 de maio de 47 a.C. (25-27 de maiogreg), Tarso, que havia dado seu apoio entusiástico, para Cícero e Cássio que planejavam matar César naquele momento. Daí, César foi para a África lidar com o resto dos apoiadores senatoriais de Pompeu. Ele ganhou rapidamente uma vitória significativa em 46 a.C. sobre Catão, o Jovem, que depois cometeu suicídio.
Após esta vitória, César foi nomeado ditador por dez anos. Os filhos de Pompeu fugiram para a Hispânia. César os perseguiu e derrotou os últimos remanescentes da oposição na Batalha de Munda em março de 45 a.C. Durante este tempo, César foi eleito para o seu terceiro e quarto mandato como cônsul em 46 a.C. e 45 a.C. (neste último sem um colega).
Quando César voltou a Roma em 44 a.C., o senado lhe concedeu triunfos por suas vitórias, na Gália, no Egito, sobre Fárnaces II do Ponto e Juba I em vez de seus adversários romanos. Jogos e comemorações foram realizadas envolvendo gladiadores e prisioneiros de guerra para a diversão do público romano. César então foi declarado ditador perpétuo, esta declaração fez com que muitos senadores temessem de que César derrubasse o senado a favor da tirania. Assim, nos Idos de Março de 44 a.C., César foi chamado para uma sessão do senado junto com Marco Antônio, os senadores cercaram César pedindo sua opinião sobre uma petição de Tillius Cimber sobre o exílio de seu irmão, enquanto César tentava afastá-los, recebeu 23 facadas de alguns dos 60 senadores envolvidos, acabando morrendo pelas feridas letais desferidas a ele.

## O segundo triunvirato e a guerra entre Otaviano e Antônio

### O Segundo Triunvirato

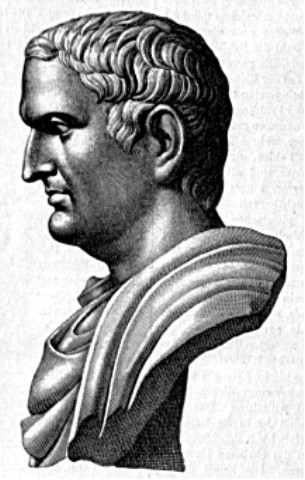
Busto em perfil de Marco Antônio.

O Segundo Triunvirato foi a política oficial de aliança entre Otaviano, Lépido e Marco Antônio, formada em 26 de novembro de 43 a.C., com a promulgação da Lei Títia, a adoção que marcou o fim da República Romana. O triunvirato exerceu dois mandatos de cinco anos, cobrindo o período entre 43-33 a.C.
Diferente do Primeiro Triunvirato, o segundo foi oficial, uma instituição legalmente constituída, que teve sanção jurídica integral do esmagador poder do Estado romano e cujo imperium maius superava o de todos os outros magistrados, incluindo os cônsules.
Otaviano, apesar de sua juventude, foi retirado do senado como cônsul sufecto (consul suffectus), em 43 a.C. Ele havia estado em guerra com Marco Antônio e Lépido no norte da Itália. Em outubro de 43 a.C., concordaram em se unir e tomar o poder; eles se encontraram perto de Bonônia (atualmente Bolonha).
O triunvirato foi constituído legalmente em 43 a.C., como Triúnviros para a Organização do Povo (Triumviri Rei Publicae Constituendae Consulari Potestate). Possuía autoridade política suprema. O único governo que foi legitimado como "para confirmar a república", foi a ditadura de Lúcio Cornélio Sula. A única limitação aos poderes do triunvirato foi a fixação legal do limite de tempo de cinco anos.
Uma raridade histórica do triunvirato foi, com efeito, a direção de três homens com poderes ditatoriais que incluíam Marco Antônio que, como cônsul em 44 a.C., obteve a Lei Antônio (lex Antonia) que havia suprimido a ditadura de César e expurgado a constituição da república. Como foi o caso das ditaduras de Sula e César, os membros do triunvirato não viram nenhuma contradição entre manter o escritório supraconsular e o consulado simultaneamente (Lépido foi cônsul em 42 a.C., Marco Antônio em 34 a.C. e Otaviano em 33 a.C.).
Após a primeira guerra civil pós-César, seus assassinos Marco Júnio Bruto e Caio Cássio Longino haviam usurpado o controle da maioria das províncias orientais, incluindo a Macedônia, Ásia Menor e Síria. Em 42 a.C., Otaviano e Antônio partiram para a guerra, derrotando Bruto e Cássio, em duas batalhas travadas em Filipos.
Depois da batalha, os triúnviros concordaram em dividir as províncias da república em esferas de influência. Otaviano — que havia começado a se chamar de "Filho do Divino" (Divi filius), após a deificação de Júlio César como Divus lulius ("o Divino Júlio"), que após havia se denominado simplesmente como "imperador César" — assumiu o controle do Oeste, Antônio do Oriente e Lépido da Hispânia e da África. Este pacto foi promulgado pelo Tratado de Brundísio, em setembro de 40 a.C.
Enquanto Antônio consolidou seu poder no Oriente e reformou a administração provincial (como as reformas provinciais de Sula, que César tinha ignorado silenciosamente após sua morte), Otaviano se fixou no Oeste e nominalmente fiscalizou uma campanha contra o comandante pirata Sexto Pompeu (a campanha foi comandada pelo tenente de Otaviano, Marco Vipsânio Agripa), que culminou com sua vitória em 36 a.C. Agripa havia sido cônsul em 37 a.C. e tinha garantido a renovação do Triunvirato para um segundo mandato de cinco anos.
Como o primeiro triunvirato, o segundo acabou instável e não podia suportar os ciúmes internos e ambições. Antônio detestava Otaviano e passou a maior parte de seu tempo no Oriente, enquanto Lépido favoreceu Antônio, mas sentiu-se obscurecido por ambos os seus colegas, apesar de ter sucedido César como pontífice máximo (pontifex maximus) em 43 a.C. Consequentemente, Lépido colaborou na campanha de Otaviano contra Sexto Pompeu (filho de Cneu Pompeu), mas tentaram tomar o controle das legiões vitoriosas de Otaviano. Otaviano unilateralmente expulsou Lépido do triunvirato, mas permitiu a ele manter seu pontificado.

### Guerra entre Otaviano e Antônio

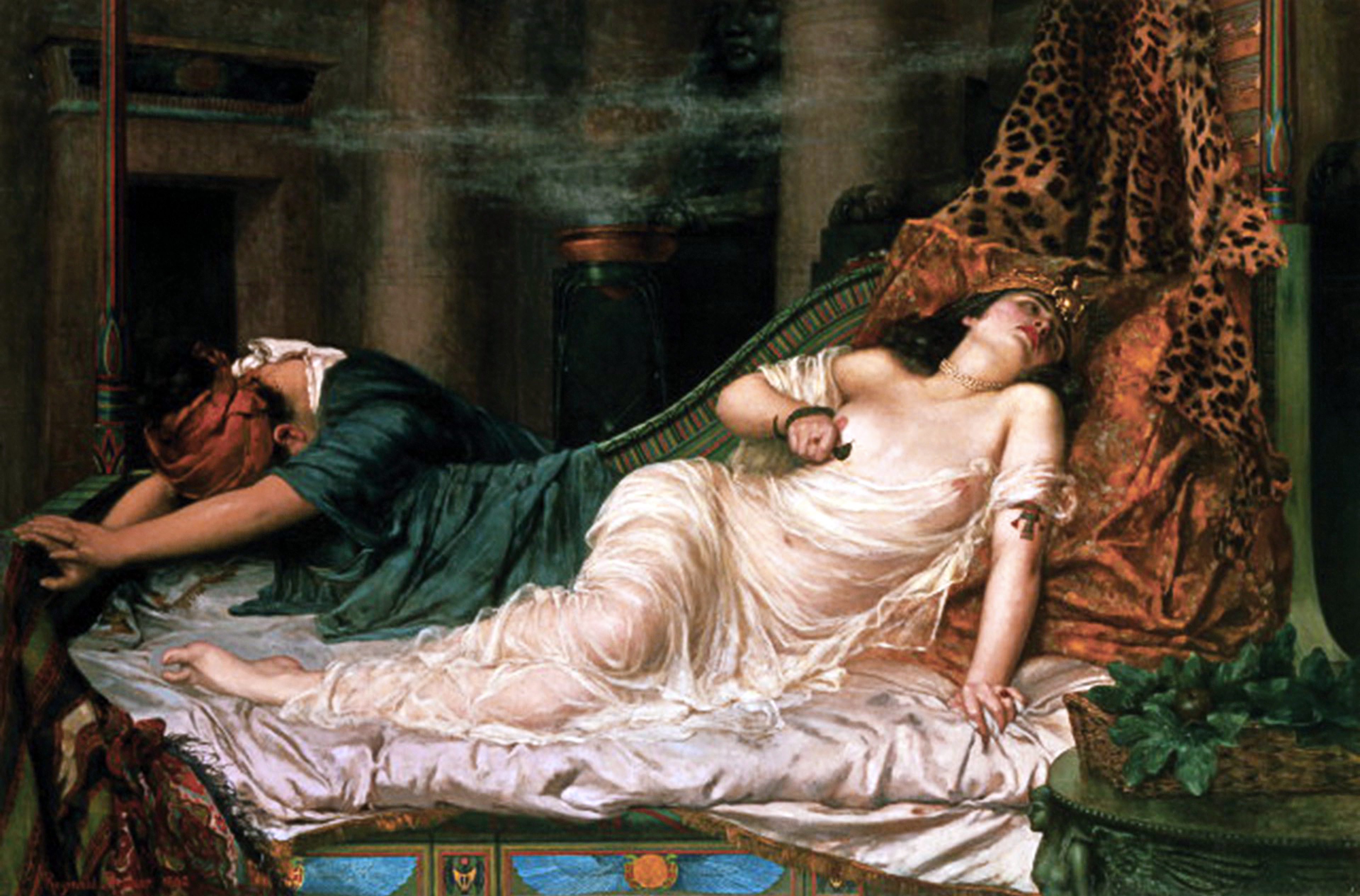
A Morte de Cleópatra,
por Reginald Arthur

Apesar de ter se casado com Otávia, irmã de Otaviano, em 40 a.C. (Otaviano havia se casado com a enteada de Antônio, Clódia Pulcra três anos antes), Antônio viveu abertamente em Alexandria com Cleópatra VII do Egito, até mesmo tendo filhos com ela. Como um mestre da propaganda, Otaviano virou a opinião pública contra seu colega. Quando o segundo mandato do triunvirato expirou em 33 a.C., Antônio continuou a usar o seu título de triúnviro; Otaviano optou por se distanciar de Antônio e absteve-se de usar o título.
Otaviano obteve ilegalmente os planos de Antônio, em julho de 32 a.C. e expôs isso para o público romano: ele prometeu legados substanciais para seus filhos com Cleópatra e instruções para o envio do corpo de Otaviano para seu enterro em Alexandria. Esta foi a oportunidade de ganhar o sentimento do povo e incentivar os rumores que se seguiram. Se as pessoas acreditassem que Antônio tinha a intenção de fazer Cleópatra a rainha de Roma, na virtude de transferir o senado para Alexandria, então os argumentos estariam a favor de Otaviano. Roma ficou indignada, e o senado declarou guerra contra Cleópatra, uma distinção importante, porque Otaviano não queria que o povo romano considerasse esta guerra uma guerra civil. A população de toda a península Itálica e do resto das províncias ocidentais declararam lealdade diretamente a Otaviano, e não à República Romana. Embora este fato tenha sido provavelmente uma manobra política orquestrada por Otaviano, um político brilhante, teve o efeito desejado, ao lhe dar a opinião pública que ele precisava para levar ao país a uma guerra civil.
As forças de Otaviano derrotaram decisivamente as de Antônio e Cleópatra na Batalha de Ácio na Grécia, em setembro de 31 a.C., perseguindo-os até o Egito em 30 a.C. Tanto Antônio quanto Cleópatra se suicidaram em Alexandria (a cronologia egípcia trata Otaviano como o faraó sucessor de Cleópatra). Em um mês, Otaviano foi nomeado faraó, e o Egito se tornou seu território pessoal. Enquanto Otaviano se estabelecia como a única força inequívoca no mundo romano, ainda havia alguns assuntos inacabados para cuidar. Embora as execuções dos partidários de Antônio fossem limitadas, realizadas com o argumento de trazerem 20 anos de guerra ao Estado romano, algumas figuras importantes foram executadas. Entre os executados estava Cesarião, filho mais velho de Cleópatra e Júlio César, que foi executado pela necessidade de evitar quaisquer reivindicações hereditárias ou potenciais conflitos de interesse. Os filhos de Cleópatra com Marco Antônio eram jovens demais para serem de muita preocupação, e acabariam por desfilar em Roma como parte do triunfo e dos espólios de Otaviano, entretanto suas vidas foram poupadas.
Apoiado pelo nome de César e a lealdade das tropas de seu pai adotivo, Otaviano conseguiu terminar o que César havia começado, mas não pôde concluir: a unificação total dos domínios de Roma sob a autoridade de um único homem. Após a vitória de Otaviano, a República Romana finalmente estava pronta para sucumbir à autoridade imperial. Embora ainda havia trabalho a ser feito, a oposição simplesmente não existia em nenhuma forma significativa. Anos de guerras civis e décadas de conflitos sociais haviam quebrado a vontade de resistência.

## Ascensão de Otaviano

### Otaviano é proclamadoAugusto

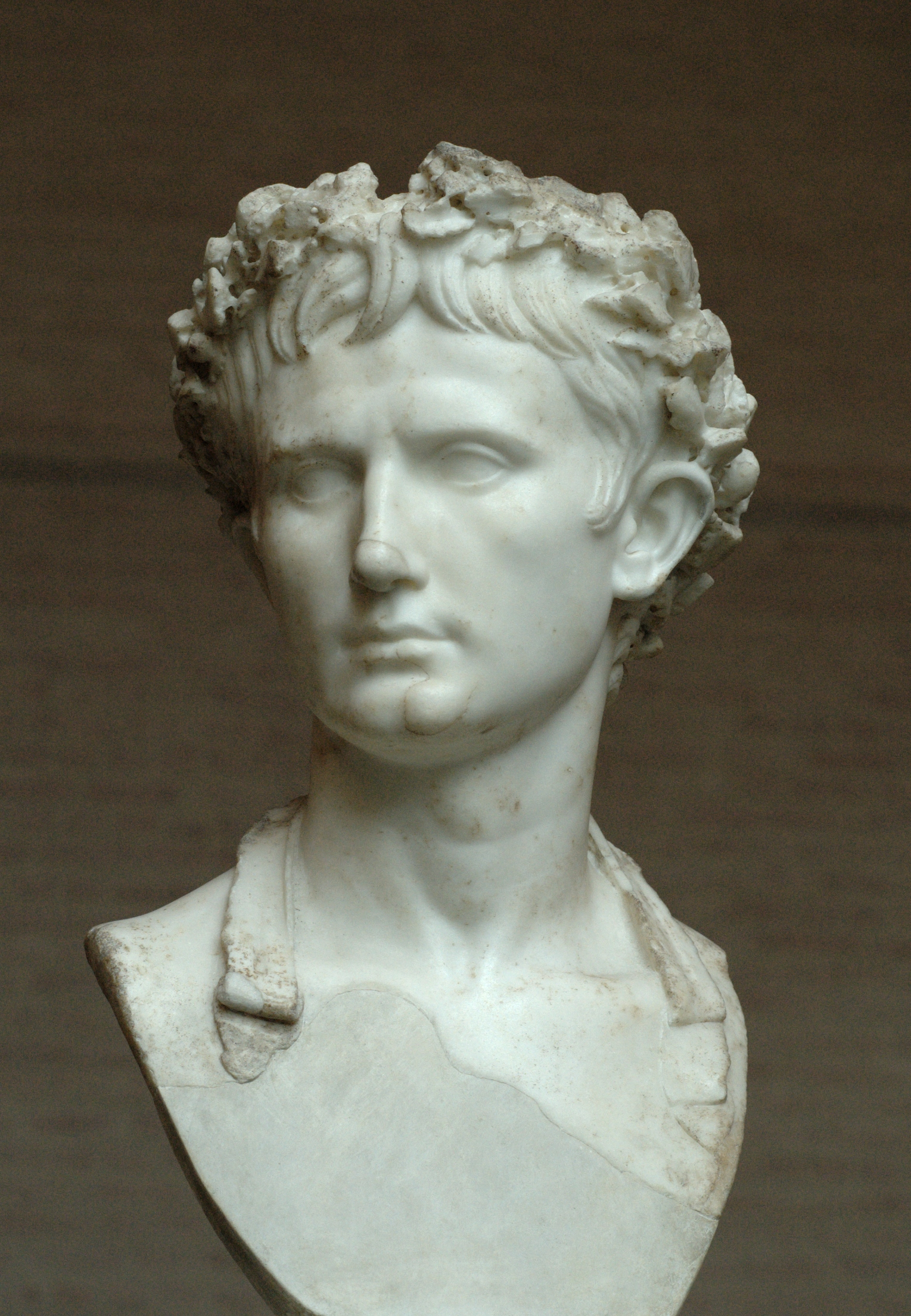
Após assegurar sua vitória na guerra civil, Otaviano se estabeleceu como imperador do novo Império Romano, busto na Gliptoteca de Munique.

Depois do Ácio e da derrota de Marco Antônio e Cleópatra, entre os anos de 30 a 27 a.C., Otaviano estava em posição de governar a república inteira sob um principado não oficial, mas teria que conseguir isso por meio de ganhos incrementais de energia, cortejando o senado e o povo romano, sem deixar de preservar as tradições republicanas de Roma, para que todos notassem que Otaviano não estava aspirando uma ditadura ou monarquia. Marchando de volta para Roma, Otaviano e seu melhor amigo, Marco Agripa foram eleitos como cônsules pelo senado.
Anos de guerra civil haviam deixado Roma em um estado próximo da anarquia, mas a república ainda não estava pronta para aceitar o controle de Otaviano como um déspota. Ao mesmo tempo, Otaviano não poderia simplesmente desistir de sua autoridade sem arriscar mais guerras civis entre os generais romanos, e mesmo que ele não desejasse uma posição de autoridade, sua posição exigia que ele olhasse para o bem-estar da cidade de Roma e suas províncias. Os objetivos de Otaviano a partir deste ponto em diante foram para que Roma retornasse a um Estado de legalidade, estabilidade, levantando a pressão política ostensiva imposta pelos tribunais de justiça e a garantia de eleições livres pelo menos no nome.
Em 27 a.C., Otaviano fez um espetáculo retornando o poder de volta para o senado e abrindo mão do seu controle sob as províncias e seus exércitos. Sob o seu consulado, no entanto, o senado tinha pouco a perder iniciando a introdução de um novo debate. Embora Otaviano não possuísse mais o controle direto das províncias e os seus exércitos, ele manteve a lealdade dos soldados ativos e veteranos. As carreiras de muitos clientes e adeptos dependiam de seu patrocínio, como o poder financeiro de Otaviano na República Romana era inigualável.
O senado propôs a Otaviano, o vencedor das guerras civis romanas, que ele assumisse o controle e o comando das províncias. A proposta do senado foi a ratificação de um poder extra-constitucional para Otaviano. Através do senado, Otaviano foi capaz de dar continuidade ao aparecimento de uma constituição ainda funcional. Fingindo relutância, ele aceitou a responsabilidade de supervisionar as províncias que eram consideradas instáveis.
O controle do senado sob algumas províncias ajudou a manter uma fachada republicana para o autocrático principado. Além disso, o controle com punho de ferro por Otaviano das províncias tinha como objetivo assegurar a paz e criar uma estabilidade nunca antes vista durante o regime republicano, quando generais proeminentes como Pompeu, conseguiram poderes militares em tempos de crise e instabilidade.
Em 16 de janeiro de 27 a.C., o senado entregou dois novos títulos, o de Augusto ("Majestade") e príncipe ("Primeiro Cidadão"). Eram títulos de religiosos em vez de autoridade política.
De acordo com as crenças romanas, estes títulos simbolizam um selo de autoridade sobre a humanidade e, de fato, sobre a natureza, que foi além de qualquer definição constitucional de seu status. Após os métodos severos empregados na consolidação do controle de Otaviano, a mudança de nome também serviria para demarcar seu repentino reinado como Augusto do seu reinado de punho de ferro como Otaviano. Seu novo título de Augusto foi mais favorável do que Rômulo, um título estilizado em referências aos fundadores de Roma, que simboliza uma "segunda fundação" de Roma.
Com este título, Otaviano não só impulsionou sua ligação familiar com o deificado Júlio César, mas também o uso do Imperator significava um vínculo permanente com a tradição romana de vitória. A palavra César era apenas um cognome para a dinastia júlio-claudiana, mesmo com Augusto transformado em César, ele começou uma nova linhagem familiar. Com isso, para manter a estabilidade, Augusto teve que limitar o poder do senado na área militar e da legislação, detendo estes poderes para si mesmo, para que no futuro não houvesse atentados de golpe ou focos de instabilidade provocados pelo senado. Assim, ele transformou o Império Romano em uma autocracia.
Os imperadores romanos posteriores, em geral, seriam limitados a estes poderes e títulos, originalmente concedidos por Augusto, embora muitas vezes, para exibir humildade, os imperadores recém-nomeados poderiam rejeitar uma ou duas honrarias dadas por Augusto. Assim como, muitas das vezes, quando seu reinado progredia, os imperadores iam apropriando-se de todos os títulos, independentemente de terem sido concedidos ou não pelo senado.

## Análise e conclusão

A extensão do Império Romano sob Augusto. Em amarelo, a extensão da República Romana em 31 a.C.; em verde, a conquista de territórios sob o reinado de Augusto, e as áreas em rosa no mapa representam os estados clientes. A política interna de Augusto se baseou na unificação do governo romano e nas reformas econômicas e sociais. Enquanto na política externa, Augusto defendeu uma política de expansionismo, enquanto mantinha relações diplomáticas com os inimigos de Roma. Consequentemente, criando estados tampões que foram anexados algum tempo depois.

A crise e posterior queda da República Romana envolveu mais do que eventos ou homens que participaram deles. Foi o resultado de várias ações individuais, juntamente com as condições sociais que pesavam sob a sociedade romana. Além disso, a massiva e rápida expansão de Roma como uma simples aldeia para uma cidade-Estado 700 anos antes da crise, criou buracos monumentais na capacidade política do senado romano. Os períodos de estabilidade foram misturados com os períodos de total anarquia e colapso, enquanto poderosos generais ou agitadores brigavam entre si pelo controle de Roma.
Começando com as Guerras Púnicas e a conquista romana da Itália, seguida pela importação massiva de escravos, a situação da vida romana estava mudando muito mais rapidamente do que suas instituições poderiam lidar. A luta política foi e sempre será um traço comum em qualquer sistema de governo, mas até mesmo as grandes figuras romanas foram vítimas de seus caprichos políticos. A instabilidade social que resultou nas desigualdades no sistema de classes deu lugar aos demagogos, como os irmãos Tibério e Caio Graco. O uso das assembleias dos cidadãos para assuntos de interesse popular rasgaram a própria estrutura do poder senatorial.
Figuras como Caio Mário e Lúcio Cornélio Sula, com seus próprios interesses e rivalidades causaram estragos em uma estrutura política já debilitada. A política partidária dos senadores optimates que tentavam manter o poder com a elite, em conjunto com as táticas dos populares que olhavam para as classes mais baixas de apoio, dividiram o povo romano e transformaram as classes em facções. Por quase um século, o clima político e social da República Romana era o mais imprevisível possível, e brutalmente sangrento na maioria das hipóteses.
Até o momento da ascensão de Júlio César, o palco estava montado para um único homem assumir o poder e estabilizar a república. César não foi o único responsável pela queda da República Romana, nem o único homem que poderia detê-la, mas seu papel político em seus dias finais foi inegável. Ele não começou a queda nem a terminou, mas continuou um ciclo de eventos que fizeram o colapso irreversível.
Apesar do curto governo ditatorial de César e de suas reformas políticas realizadas para criar uma atmosfera de estabilidade, a força de seu caráter e personalidade foi o que se sobressaiu. Seu assassinato e as guerras civis contínuas que se seguiram, seriam necessárias para trazer energia suficiente para um único governante de uma única nação: o Império Romano. A eventual ascensão e adoção do herdeiro de César, Otaviano, para o cargo anos mais tarde de Augusto marcaram o fim real da República Romana. Otaviano, ao contrário de seus antecessores, se impôs em um momento em que a vontade de manter um sistema republicano estava praticamente morta.
Enquanto a tradição e alguma aparência de poder ficariam, a base de governo sob uma única figura era uma exigência para continuar o avanço de Roma. Foi Augusto que provou ser um homem capaz o suficiente para controlar e limitar o senado romano, o povo e as legiões. Augusto se sobressaiu acima de todas as grandes figuras romanas antes dele para durar mais que seus adversários políticos, bem como, capaz de reformar um governo corrupto e de estabilizar um sistema em desordem. A crise e queda da República Romana era inevitável, mas felizmente para Roma, o homem certo na hora certa estava lá para intervir como o primeiro imperador romano.